# (17595) 1995 EO
(17595) 1995 EO est un astéroïde de la ceinture principale d'astéroïdes découvert en 1995.

## Description
(17595) 1995 EO a été découvert le 1er mars 1995 à l'observatoire Kleť, en République tchèque, en Bohême-du-Sud, par l'Observatoire Kleť.

### Caractéristiques orbitales
L'orbite de cet astéroïde est caractérisée par un demi-grand axe de 2,29 UA, un périhélie de 2,06 UA, une excentricité de 0,010 et une inclinaison de 3,22° par rapport à l'écliptique. Du fait de ces caractéristiques, à savoir un demi-grand axe compris entre 2 et 3,2 UA et un périhélie supérieur à 1,666 UA, il est classé, selon la JPL Small-Body Database, comme objet de la ceinture principale d'astéroïdes.

### Caractéristiques physiques
(17595) 1995 EO a une magnitude absolue (H) de 14,7 et un albédo estimé à 0,372.